# Ryssbergen (naturreservat, Nyköpings kommun)
Ryssbergen är ett kommunalt naturreservat i Nyköpings kommun i Södermanlands län.
Området är naturskyddat sedan 2015 och är 273 hektar stort. Reservatet ligger i anslutning till reservatet Segelstamosse och består av barrskog och myrmark. I området finns skidbacke med lift, flera motionsspår och möjlighet att plocka bär och svamp. Sörmlandsleden går genom området.

## Galleri

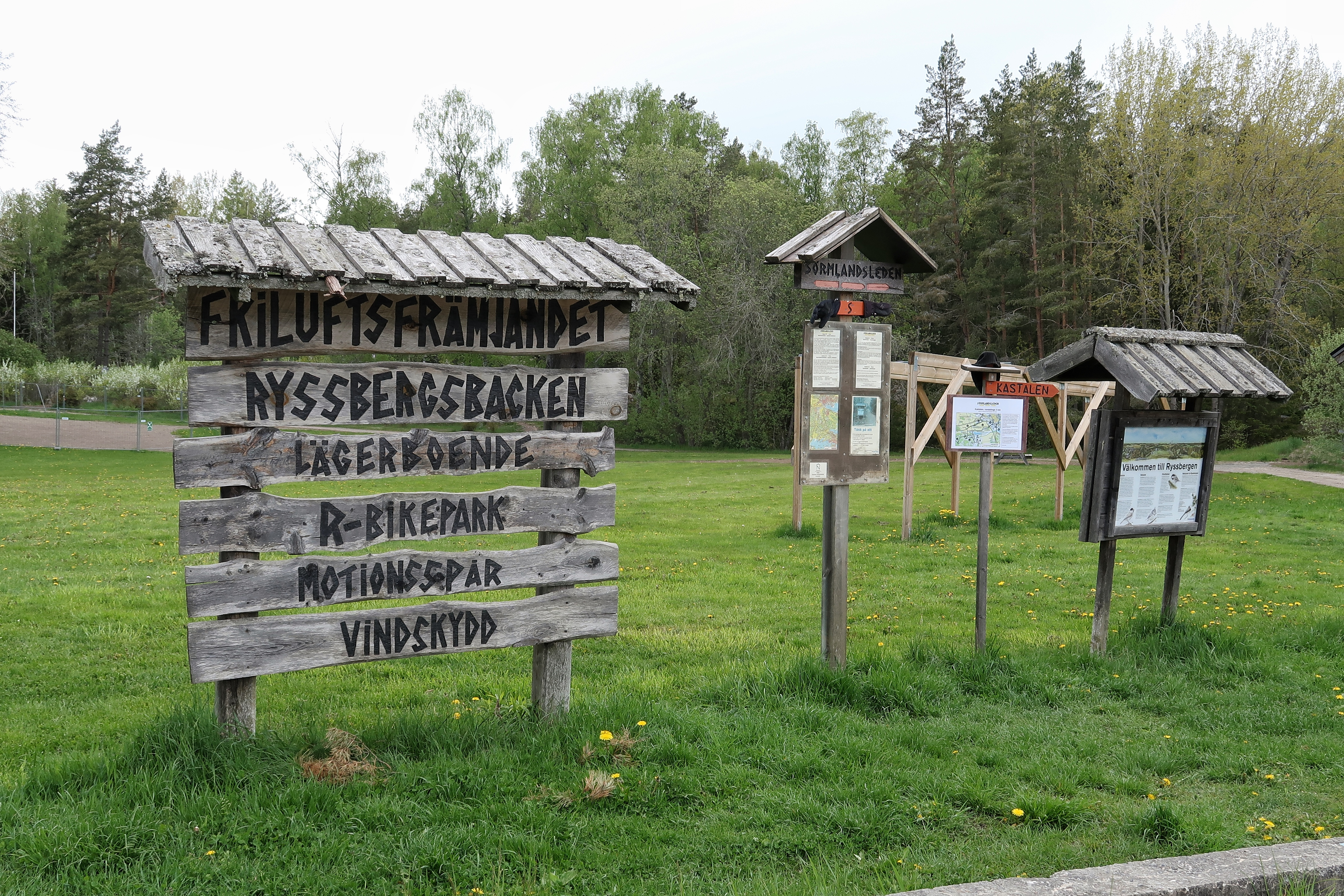
Ryssbergen naturreservat.
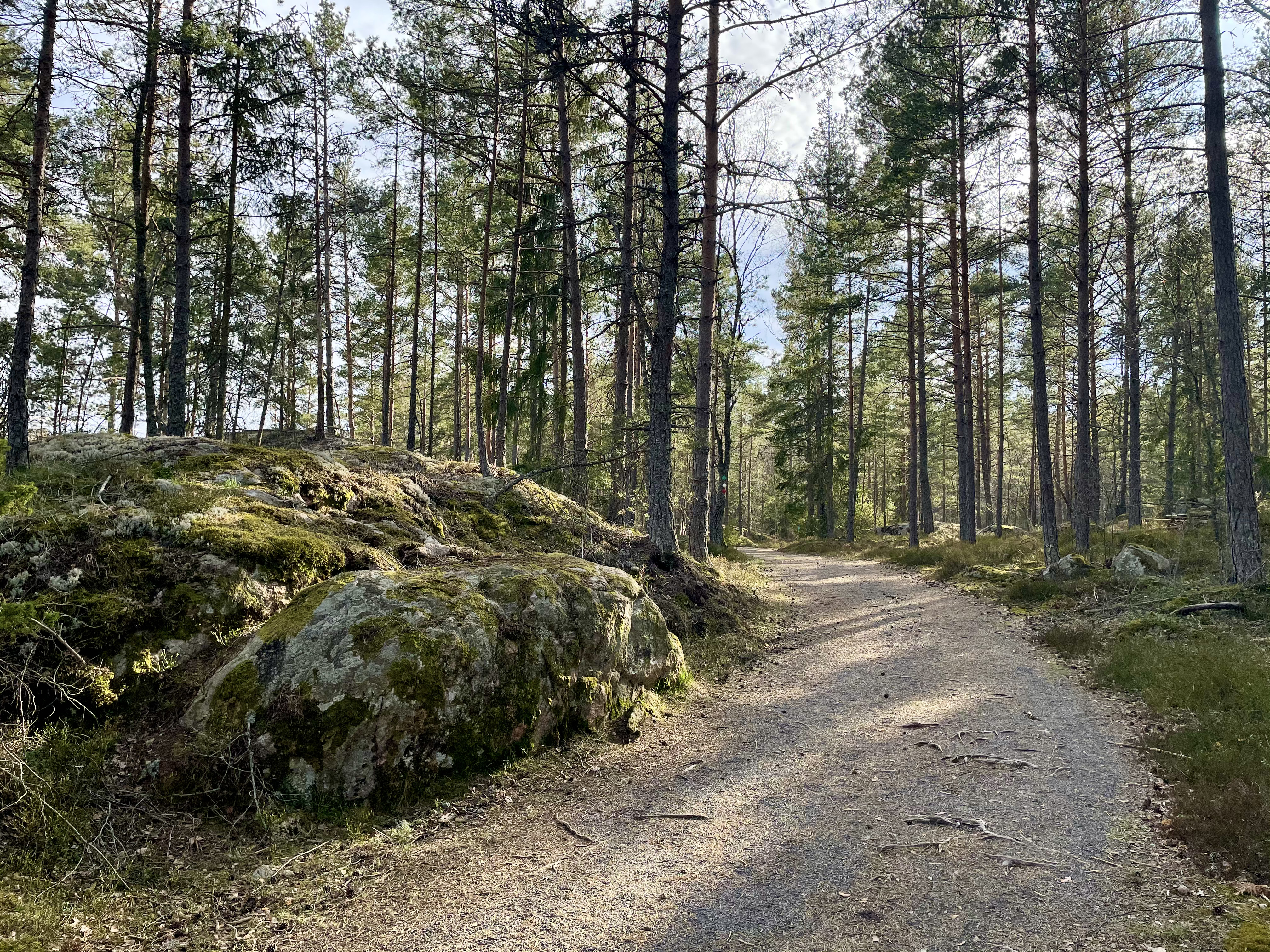
En del av rundslingan som leder genom naturreservatet.
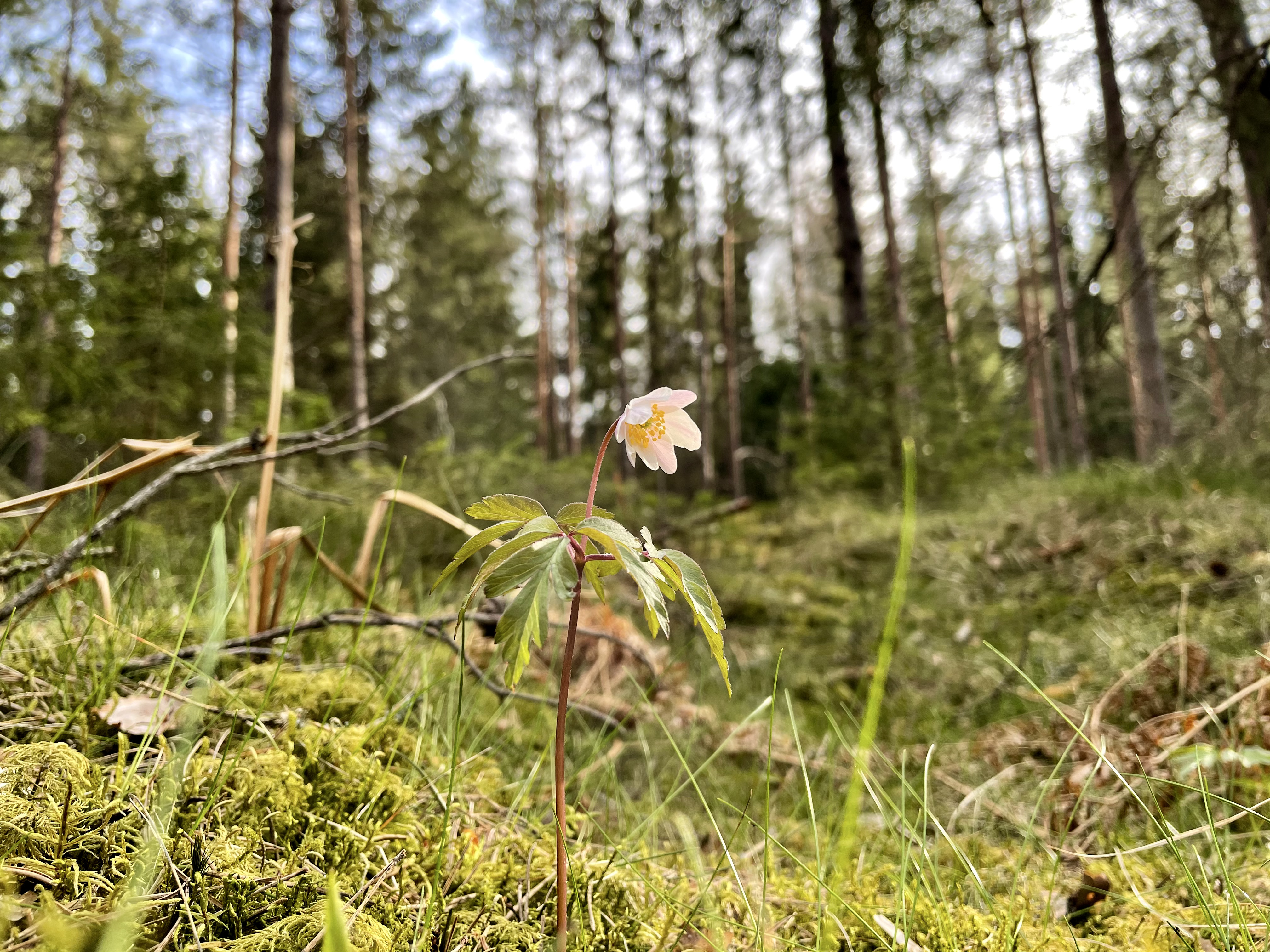
En av många vitsippor som blomster på Ryssbergen under våren.
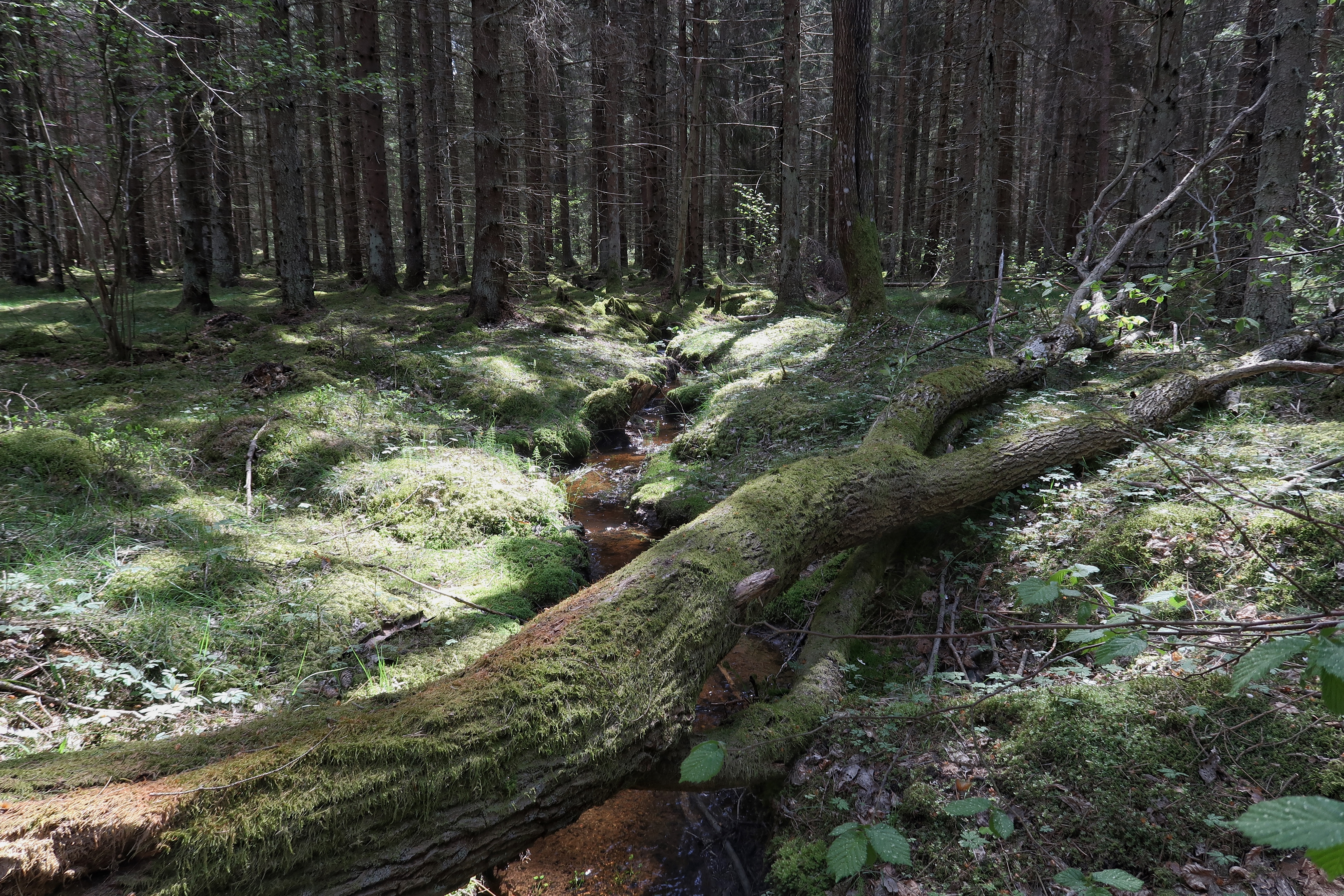